# Paweł Wojas

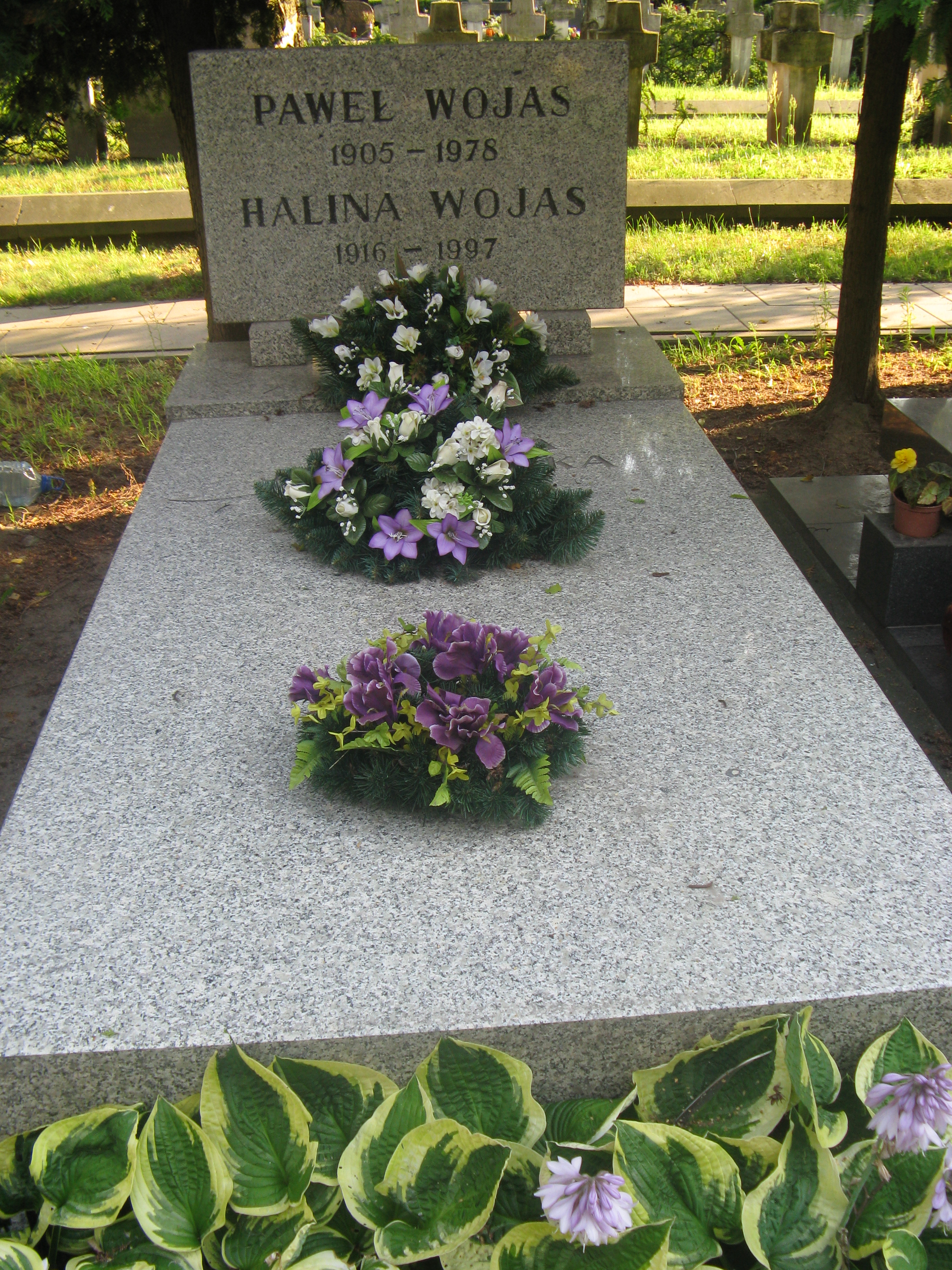
Grób Pawła Wojasa na cmentarzu Wojskowym na Powązkach

Paweł Wojas, ps. „Janek”, „Roman” (ur. 19 kwietnia 1905 w Boguminie, zm. 6 września 1978 w Warszawie) – polski polityk komunistyczny, działacz partyjny. Poseł do Krajowej Rady Narodowej, na Sejm Ustawodawczy oraz na Sejm PRL I, II, III i IV kadencji. Budowniczy Polski Ludowej.

## Życiorys
Urodził się 19 kwietnia 1905 w Boguminie na Zaolziu, w rodzinie Konstantego (hutnika) i Julii. W 1922 przeniósł się na Górny Śląsk i rozpoczął pracę jako górnik na kopalni „Janów”. W 1928 wstąpił do PPS. W latach 1929–1938 członek Komunistycznej Partii Polski. W II RP wielokrotnie aresztowany.
Uczestnik wojny obronnej w 1939. Po ucieczce z niewoli przedostał się do Lwowa, gdzie przeszedł szkolenie wojskowe. Następnie w latach 1942–1948 członek Polskiej Partii Robotniczej, a po zjednoczeniu od grudnia 1948 należał do Polskiej Zjednoczonej Partii Robotniczej. Oficer Gwardii Ludowej i Armii Ludowej, którymi dowodził w Okręgu Warszawa Prawa Podmiejska. Uczestnik powstania warszawskiego, w czasie którego był kontuzjowany podczas ataku niemieckiego na siedzibę sztabu warszawskiego AL. Od grudnia 1944 był dowódcą 9 okręgu AL.
W marcu 1945 skierowano go na Górny Śląsk do pracy w związkach zawodowych, od tegoż roku do 1948 pełnił stanowisko sekretarza generalnego Związku Zawodowego Górników w Katowicach. W 1945 członek Komitetu Wojewódzkiego PPR w Katowicach. Od sierpnia 1948 do kwietnia 1950 był I sekretarzem Komitetu Wojewódzkiego kolejno PPR i PZPR w Olsztynie, następnie do lutego 1952 stał na czele KW PZPR w Łodzi, od października 1953 do lutego 1955 w Lublinie, a od sierpnia 1956 do grudnia 1966 w Opolu.
W latach 1944–1969 zasiadał kolejno w Krajowej Radzie Narodowej, Sejmie Ustawodawczym oraz Sejmie PRL czterech kadencji. W latach 1950–1953 pełnił funkcję wiceprzewodniczącego Centralnej Rady Związków Zawodowych. Zasiadał także w prezydium Zarządu Głównego Towarzystwa Przyjaźni Polsko-Radzieckiej.
Od grudnia 1948 do marca 1954 był zastępcą członka, a następnie do listopada 1968 członkiem Komitetu Centralnego PZPR. Uchwałą Rady Państwa z 25 sierpnia 1952 został powołany zastępcą Przewodniczącego Państwowej Komisji Wyborczej. W 1955 został przeniesiony do pracy w KC PZPR, gdzie pełnił funkcję zastępcy kierownika Wydziału Organizacyjnego (dwukrotnie – od stycznia do lutego 1955 oraz od listopada 1955 do września 1956), a w międzyczasie (od lutego do listopada 1955) był kierownikiem Biura Sekretariatu KC. Od marca do lipca 1967 sprawował funkcję wiceprzewodniczącego Centralnej Komisji Kontroli Partyjnej.
Pochowany 11 września 1978 z honorami na cmentarzu Wojskowym na Powązkach (kwatera B4-Tuje-8). Ówczesne kierownictwo partyjne i państwowe reprezentowali m.in. Władysław Kruczek, Zdzisław Żandarowski, Arkadiusz Łaszewicz, Zenon Wróblewski, Stanisław Pawlak, Henryk Szafrański, Stanisław Wroński oraz gen. Mieczysław Grudzień.
Był żonaty, żona Halina Wojas (1916–1997).

## Ordery, odznaczenia i wyróżnienia
- Order Budowniczych Polski Ludowej (1964)[9]
- Order Sztandaru Pracy I klasy (dwukrotnie)
- Order Krzyża Grunwaldu III klasy (dwukrotnie: w tym w 25 czerwca 1946[10])
- Krzyż Oficerski Orderu Odrodzenia Polski (1 grudnia 1945)[11]
- Złoty Krzyż Zasługi (dwukrotnie: 16 lipca 1946[12], 17 września 1946[13][4])
- Medal Zwycięstwa i Wolności 1945
- Złoty Znak Związku Ochotniczych Straży Pożarnych (1965)[14]
- Odznaka 1000-lecia Państwa Polskiego (1966)[15]
- Złota Odznaka honorowa „Za Zasługi dla Warszawy” (1967)[16]
- Odznaka „Zasłużonemu Opolszczyźnie” (1968)[17]
- Honorowy Obywatel Nysy (1960)[18]